# 切爾米克

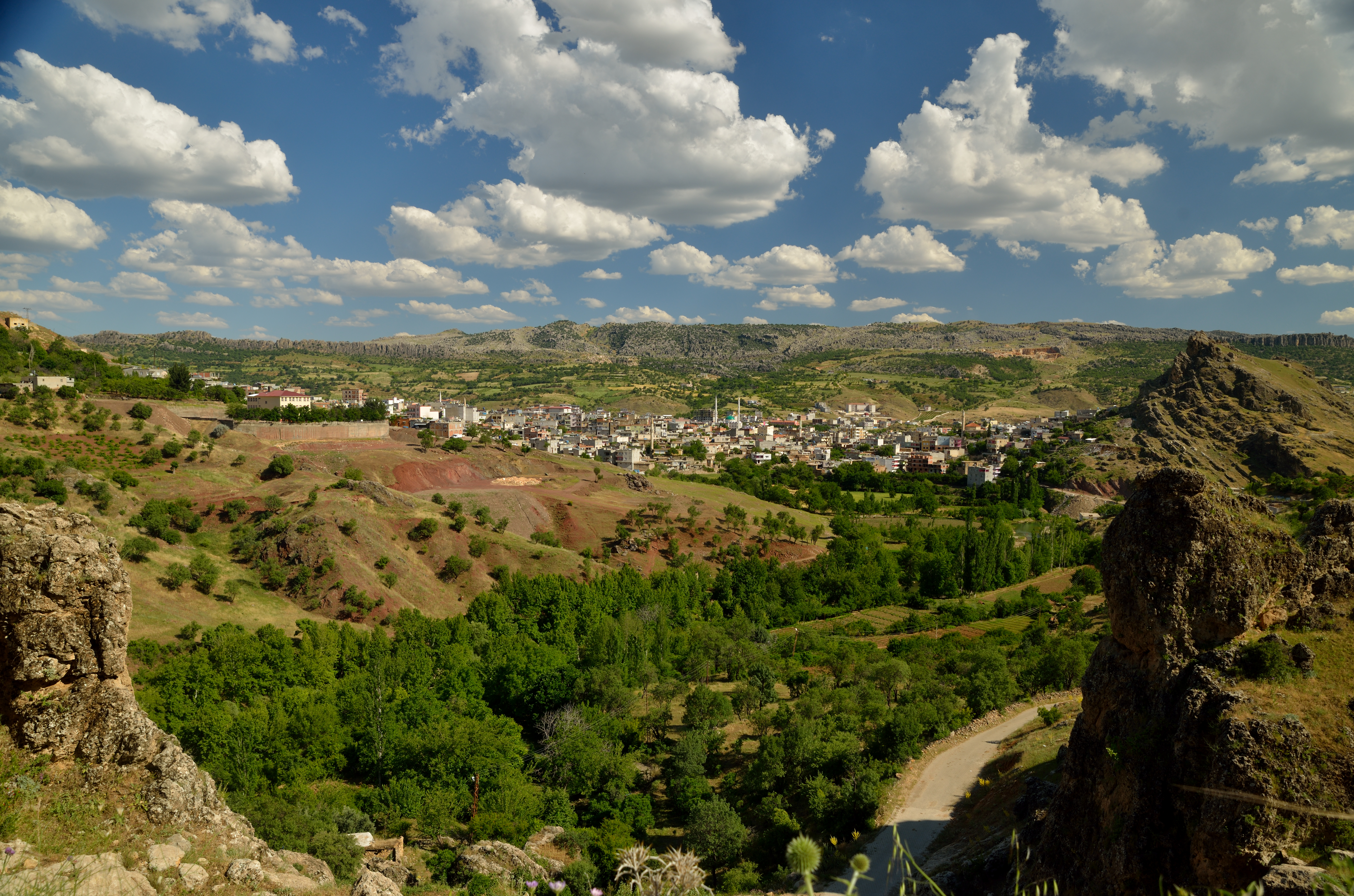
Çermik

切爾米克是土耳其的城鎮，由迪亞巴克爾省負責管轄，位於該國東南部，面積987平方公里，海拔高度700米，該鎮在十六世紀被奧托曼帝國管治，2008年人口17,520。